# Ralswiek
Ralswiek ist eine deutsche Gemeinde im Landkreis Vorpommern-Rügen auf der Insel Rügen in Mecklenburg-Vorpommern. Die Gemeinde wird vom Amt Bergen auf Rügen mit Sitz in der gleichnamigen Stadt verwaltet.

## Geografie
Die Gemeinde Ralswiek liegt rund acht Kilometer nördlich von Bergen auf Rügen, etwas abseits der Bundesstraße 96 und der Bahnstrecke Stralsund–Sassnitz am südlichsten Punkt des Großen Jasmunder Boddens, einer Lagune der Ostsee. Zu Ralswiek gehören die Ortsteile Augustenhof, Gnies und Jarnitz, außerdem Sabitz.

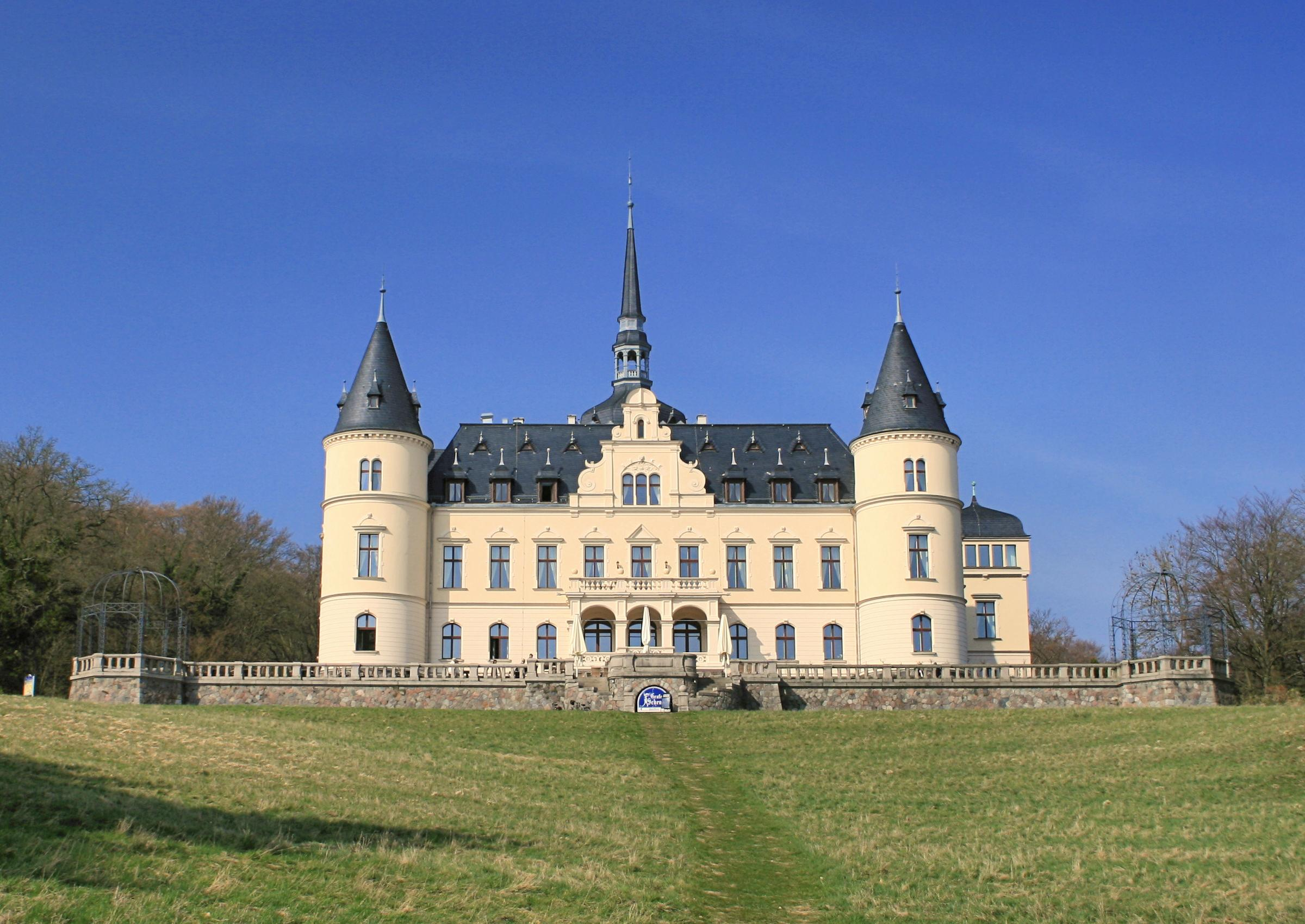
Schloss Ralswiek

## Geschichte

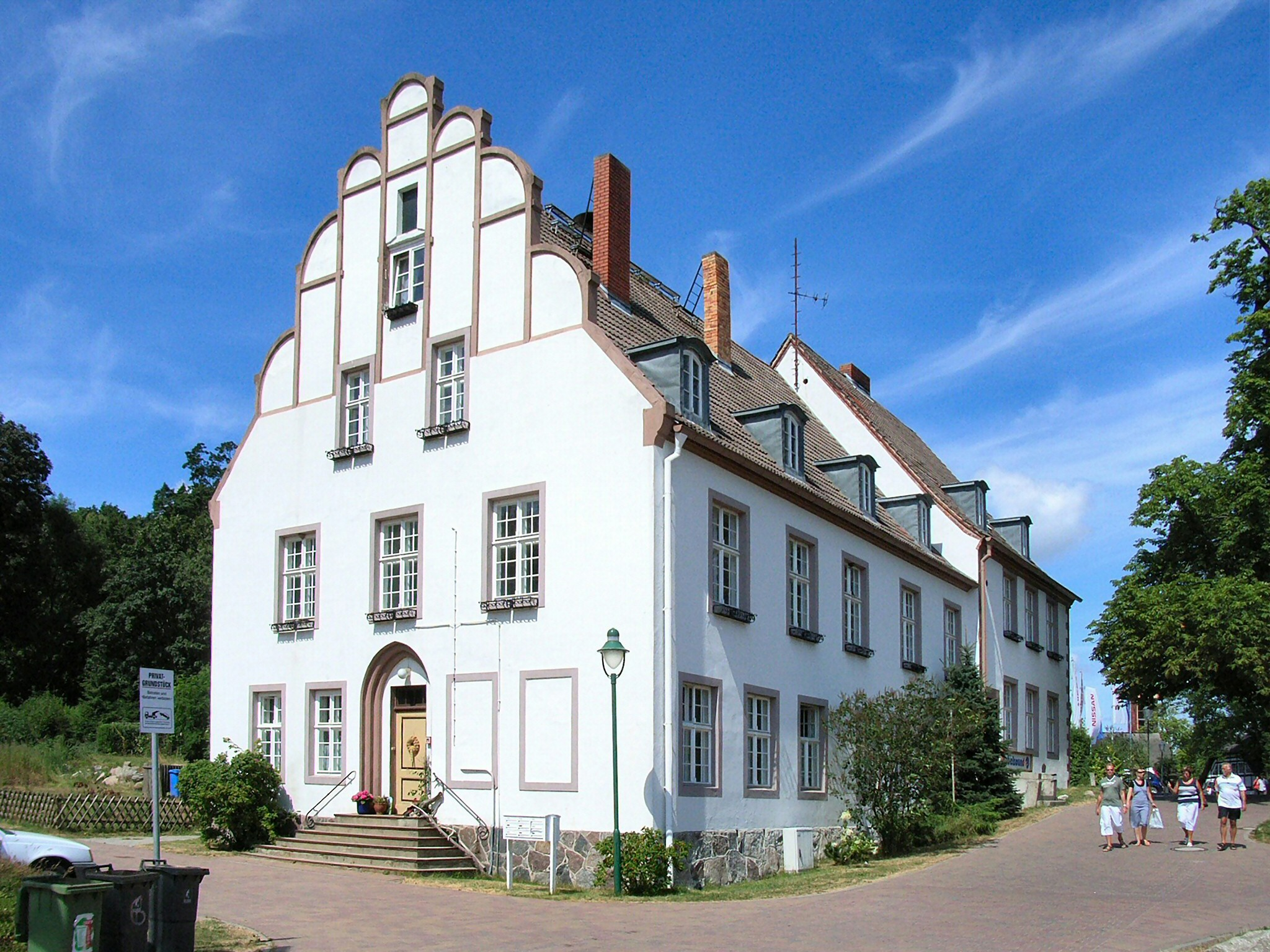
Ehemaliges Propsteigebäude

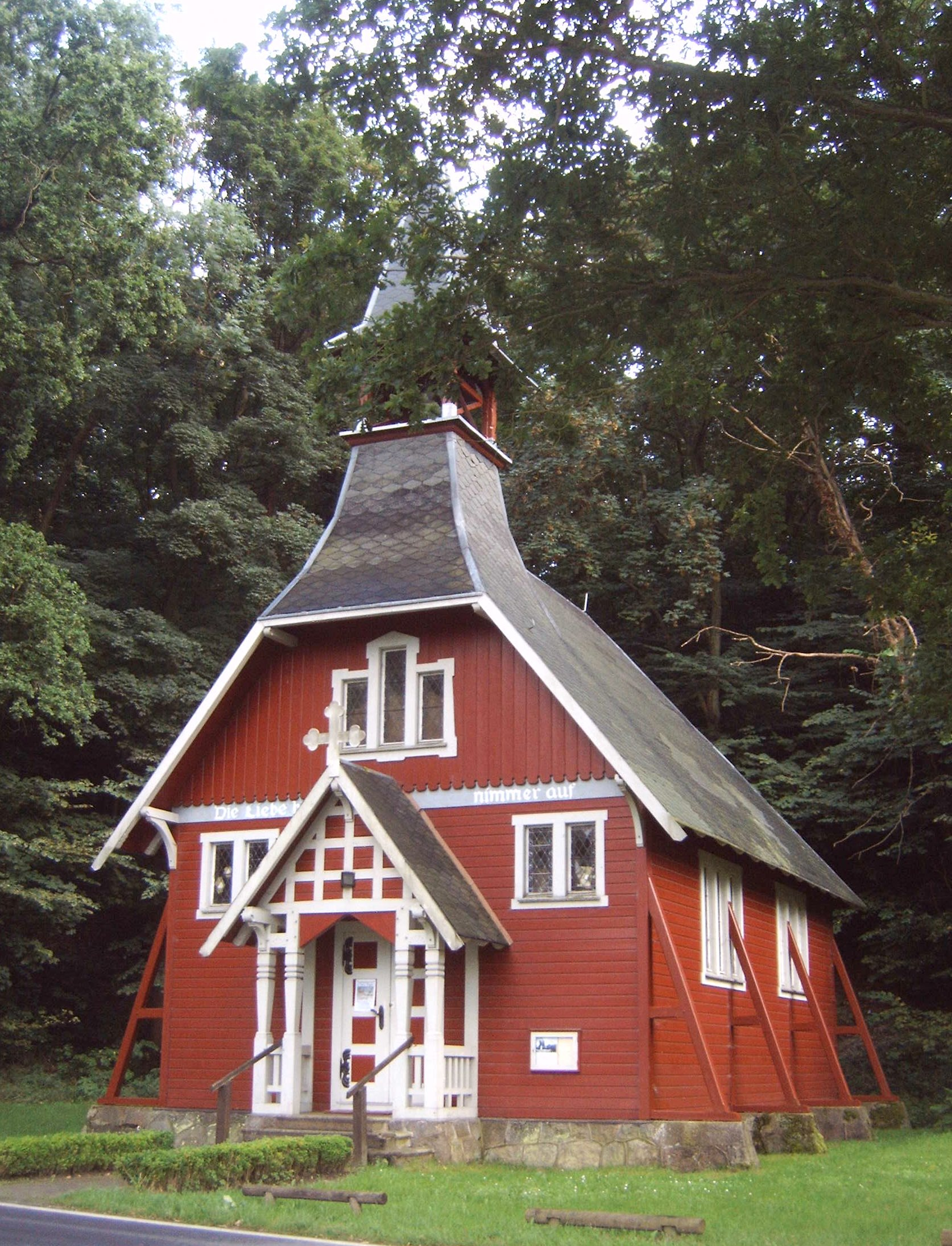
Holzkapelle Ralswiek

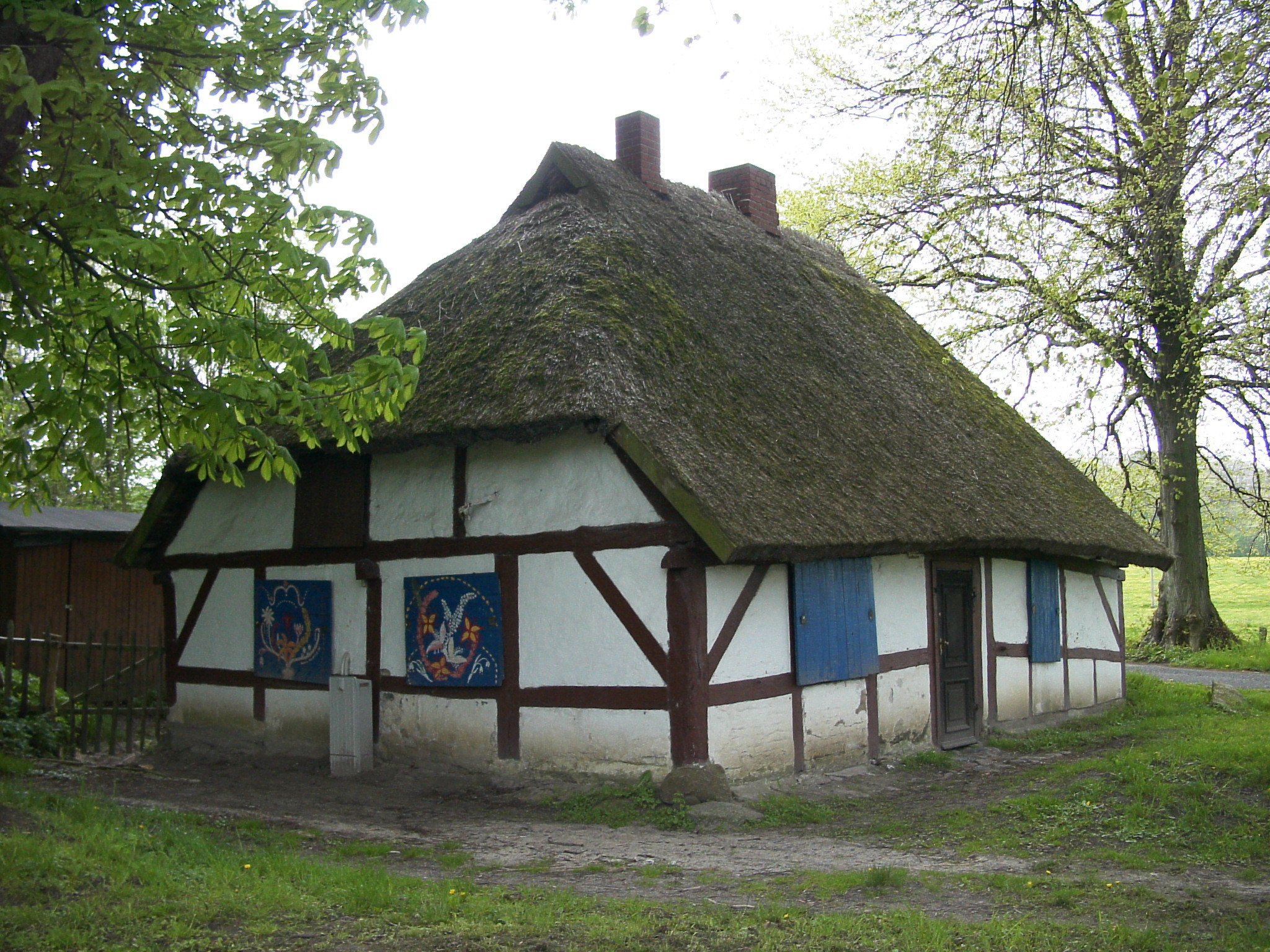
Alte Bauernkate

Archäologische Ausgrabungen zeugen von einer Besiedlung der Region um Ralswiek bereits in der späten Mittelsteinzeit vor etwa 8000 Jahren (Lietzow-Kultur). Etwa 3 km nordöstlich von Ralswiek, am Steilhang des nordöstlichen Endes der Schwarzen Berge, befinden sich die Überreste des Schlossberges, einer wahrscheinlich bronzezeitlichen Verteidigungsanlage.
Der Ortsname „Ralswiik“ ist 1311 erstmals urkundlich erwähnt. Die Bedeutung des Namens ist umstritten, er könnte von einem slawischen Personennamen oder von dem dänischen Wort ral (Kies) herzuleiten sein. Die Endung wiek ist eine typisch nordische Bezeichnung für Orte, die an einer Bucht liegen oder einen Hafen haben.
Der Ort wurde im 8. Jahrhundert von den westslawischen Ranen als Seehafen gegründet. Neben Charenza und der Tempelburg auf dem Kap Arkona war Ralswiek die bekannteste Stadt (Civitas) der Ranen auf der Insel.
Das heute kleine Ralswiek gehörte im Mittelalter zu den wichtigen Häfen an der Ostsee. Die umfangreichen Handelsbeziehungen, die zu anderen Hafenstädten an der Ostsee bestanden, belegen archäologische Funde von Specksteinschalen aus Norwegen und Hipfelhenkelgefäße, die in Schweden hergestellt wurden. Arabische Dirhem und persische Drachmen weisen auf Handelsbeziehungen bis in den pontischen Raum. Ein Münzfund von arabischen 2.203 Dirhem, die zwischen 459 und 847 n. Chr. geprägt wurden, ist heute im Kulturhistorischen Museum in Stralsund ausgestellt.
Historisch interessant sind die vier bis zu 14 Meter langen und 3,40 Meter breiten Boote, die bei Grabungen zwischen 1967 und 1980 entdeckt wurden. Sie belegen eine Seefahrer- und Händlergeschichte mit Handelsbeziehungen auf den Routen der Wikinger, die hier auch lebten und bestattet wurden (Grabfunde mit Beigaben).
Hausgrundrisse, eine Hafenanlage, ein Kultplatz und insgesamt über 12.000 Funde auf einer Fläche von über 1500 m² vervollständigen das Bild einer mittelalterlichen Siedlung, die für den Bereich um Rügen eine ähnliche Bedeutung wie Haithabu in Schleswig-Holstein, Wolin in Polen oder Menzlin in Vorpommern hatte.
Aus der slawischen Zeit vom 8. bis zum 12. Jahrhundert stammt ein Hügelgräberfeld mit etwa 400 Hügeln und einer Fläche von ca. 400 × 700 Metern auf den Endmoränen nordöstlich von Ralswiek. Hier wurden u. a. Bootsbestattungen und ein Reitergrab gefunden.
Nach der Eroberung und Christianisierung Rügens durch die Dänen im Jahre 1168 kam der Ort in den Besitz des Bistums Lund und wurde kirchliches Verwaltungszentrum für die Insel. Hiervon zeugt heute noch das ehemalige Propsteigebäude, das in Resten noch gotische Architektur aus der Zeit um 1400 aufweist.
1480 wurden die kirchlichen von weltlichen Vögten abgelöst, erster Vogt war ein von Normann und ab 1500 ein von Barnekow. Dessen Familie wurde 1536  nach der Reformation, als die kirchlichen Besitze aufgehoben wurden, mit Ralswiek erblich belehnt. Das Lehen wurde 1637 nach der Übernahme Pommerns durch Schweden eingezogen. 1656 übergab der Schwedenkönig den Besitz an Feldmarschall Graf Carl Gustav Wrangel. Nach dessen Tod wurde der Besitz 1676 dem General Otto Wilhelm Graf Königsmarck übertragen. Ralswiek kam nun wieder an die von Barnekow.
Im März 1976 machten Kinder aus dem nahen Patzig im Wald bei Ralswiek einen sensationellen Fund: Sie bargen eine verzierte Eisenschatulle mit Goldschmuck, von dem die Universität Greifswald vermutet, dass es sich um den Schmuck der schwedischen Königin Christine handelte.
1891 wurde das Gut an die Familie des Fabrikanten Hugo Sholto Graf Douglas aus Aschersleben verkauft. Dieser ließ sich von 1893 bis 1896 ein von dem Berliner Architekten G. Stroh entworfenes Schloss nach dem Vorbild französischer Renaissance-Schlösser errichten. Das Schloss besteht aus dem Hauptgebäude, dem Marstall und einem später errichteten Zwischentrakt. Um das Schloss herum wurde nach 1894 eine bereits seit 1800 bestehende Parkanlage zu einem Landschaftspark mit vielen dendrologisch bedeutsamen Bäumen umgestaltet. 1907 entstand die kleine Holzkapelle Ralswiek.
1939 wurde der Besitz mit Entschädigung enteignet und als Kasino für den örtlich vorhandenen Marinehafen genutzt. Als NS-Reichsbesitz wurde es 1945 enteignet, und das Schloss beherbergte viele Jahre ein Altersheim. Danach betrieb das Deutsche Rote Kreuz in ihm ein Behindertenheim. 1999 wurde mit dem Umbau zu einem Hotel begonnen.
Seit 1818 gehörte Ralswiek zum Kreis bzw. Landkreis Rügen. Durch Gebietsreformen veränderte sich Ralswieks Zugehörigkeit wie folgt:
1952–1955 - Landkreis Bergen
1955–1990 – Kreis Rügen im Bezirk Rostock, ab 1990 Teil des Landes Mecklenburg-Vorpommern
2011 - Vereinigung zum Landkreis Vorpommern-Rügen
Der Ort verlor im Jahr 2007 fast zehn Prozent seiner Bevölkerung.

## Politik

### Wappen
Das Wappen wurde am 6. März 1999 durch das Innenministerium genehmigt und unter der Nr. 183 der Wappenrolle von Mecklenburg-Vorpommern registriert.
Blasonierung: „Geteilt; oben in Silber ein nach links fahrendes rotes Schiff nordischer Bauart; unten in Grün ein mit der Öffnung nach rechts liegender silberner Becher mit oben liegendem Henkel.“
Das Wappen wurde von dem Bergener Jörg Korkhaus gestaltet.

### Flagge
Die Flagge der Gemeinde ist gleichmäßig Grün - Weiß längsgestreift. In der Mitte liegt, auf jeweils zwei Drittel der Höhe des grünen und des weißen Streifens übergreifend, das Wappen von Ralswiek. Die Länge des Flaggentuches verhält sich zur Höhe wie 5:3.

## Sehenswürdigkeiten und Kultur

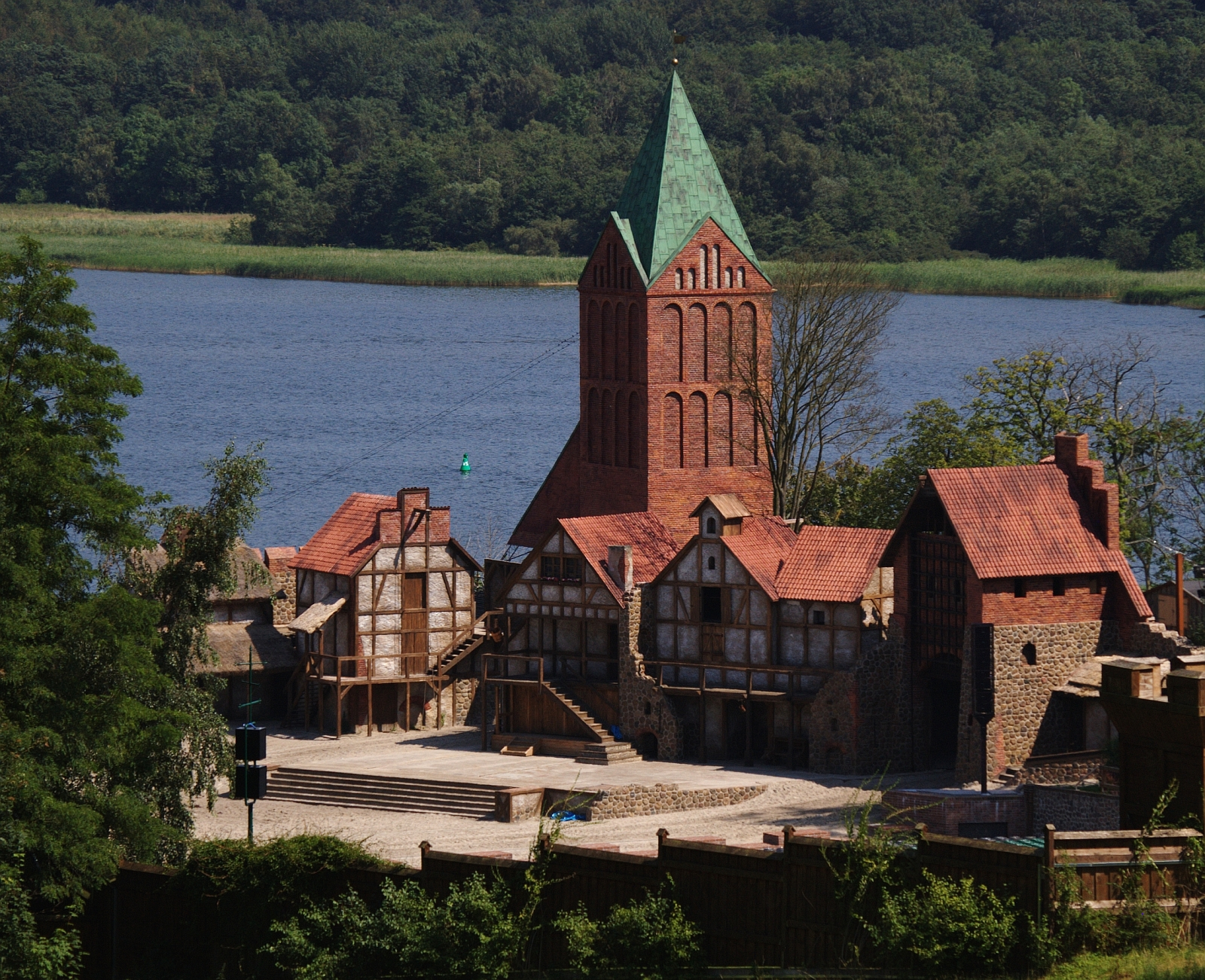
Alljährliche Störtebeker-Festspiele in Ralswiek

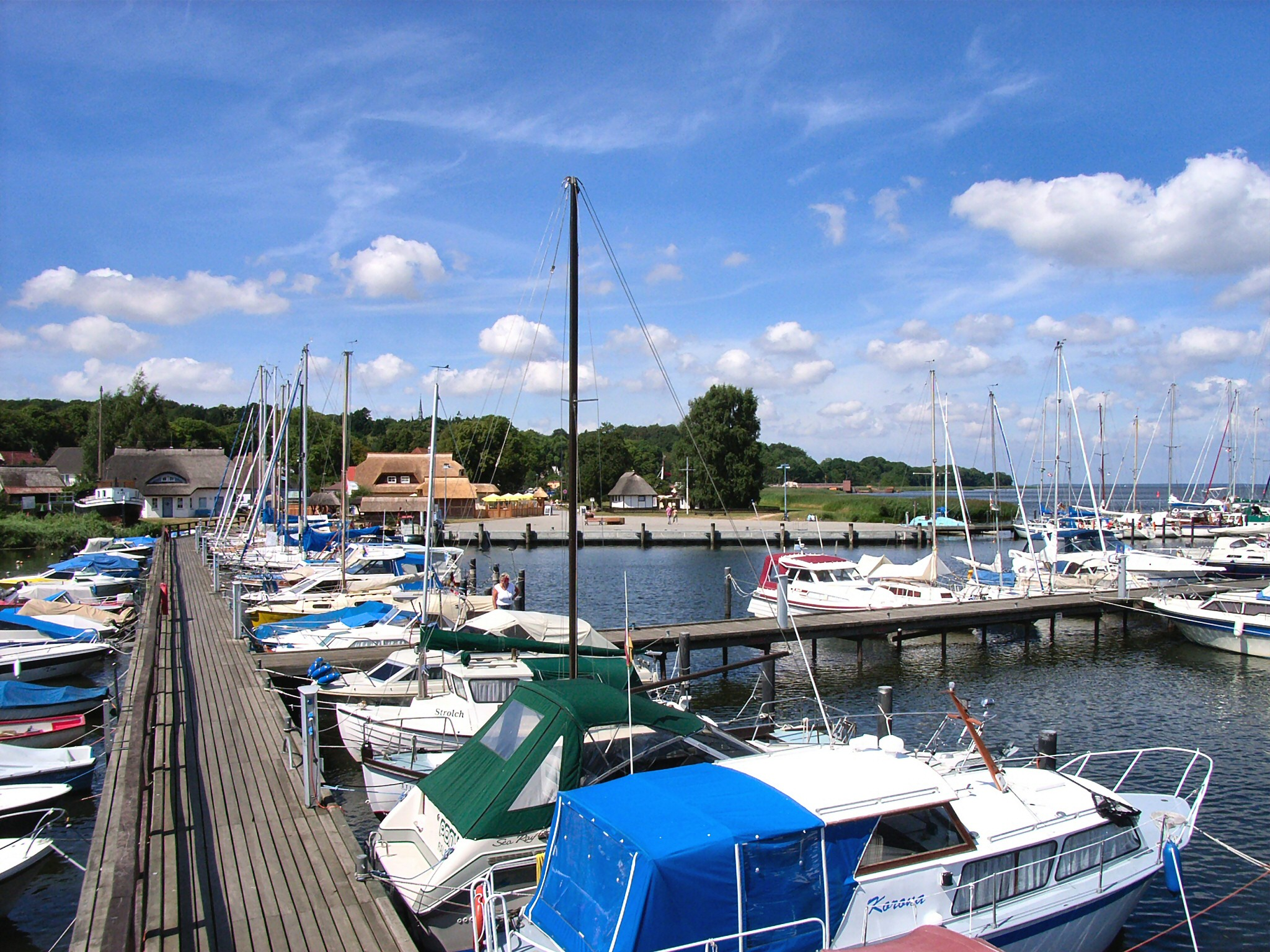
Hafen von Ralswiek

- Störtebeker-Festspiele in Ralswiek seit 1993 alljährlich auf einer Naturbühne. 1959–1961 und 1980–1981 wurde hier die Dramatische Ballade Klaus Störtebeker von Kurt Barthel aufgeführt.
- Schloss Ralswiek oberhalb des Großen Jasmunder Boddens bis 1896 für Hugo Sholto Graf Douglas gebaut; heute ein Hotel. Es ist von einem Garten im Neorenaissance-Stil umgeben.
- Die alte schwedische Holzkapelle Ralswiek von 1907.
- Dat olle Schoolhus wurde 1872 von der Patronin Auguste von Barnekow in der Dorfstraße 12 für den Schulunterricht zur Verfügung gestellt, später durch einen Klassenanbau erweitert und bis nach 1945 als Schule genutzt. Es beherbergt heute Ferienwohnungen.
- Slawische Hügelgräber in den Schwarzen Bergen aus dem 12. Jahrhundert nordöstlich von Ralswiek.[6]
- Gutshaus Jarnitz für die Familie Graf Douglas und von Massow von 1780; zweigeschossiger Putzbau mit Walmdach, mehrfach verändert und 2002 saniert.